# Giuseppe Tomasi di Lampedusa
Giuseppe Tomasi di Lampedusa (Palermo, 23 de diciembre de 1896-Roma, 23 de julio de 1957) fue un escritor italiano, autor de una única novela, El gatopardo, ambientada en la unificación italiana. El gatopardismo, o el adjetivo lampedusiano, ha pasado a definir el cinismo con el que los partidarios del Antiguo Régimen se amoldaron al triunfo inevitable de la revolución, usándolo en su propio beneficio; posición acuñada en una frase lapidaria: Que todo cambie para que todo siga igual.

## Biografía
Giuseppe Tomasi, príncipe de Lampedusa y duque de Palma di Montechiaro, nació en Palermo, hijo del príncipe Giulio Maria Tomasi di Lampedusa y de la princesa Beatrice Mastrogiovanni Tasca di Cutò. Su título proviene de la isla de Lampedusa, el territorio italiano más meridional.
Se convirtió en hijo único tras la muerte de su hermana de corta edad, Stefania, a causa de la difteria y se mantuvo muy ligado a su madre, mujer de fuerte personalidad y que tuvo una gran influencia sobre él. Su relación fue muy distinta con su padre, hombre de carácter frío y desapegado. Su infancia transcurrió en los palacios paternos de Palermo y de Santa Margherita di Belice «por cuyas estancias fue aprendiendo el camino de la soledad y la compañía de los libros». De niño estudió en el domicilio familiar de Palermo donde fue educado por una maestra, por su madre, que le enseñó francés, y por su abuela, que le leía las novelas de Emilio Salgari. En el pequeño teatro de la casa de Santa Margherita di Belice, donde pasaba largas vacaciones, asistió por primera vez a una representación de Hamlet a cargo de una compañía de cómicos errantes.
Desde 1911 Tomasi acudió al instituto de secundaria en Roma, y posteriormente en Palermo, en los que cursó estudios de letras. En 1915 se matriculó en Roma en la Facultad de Derecho, si bien ese mismo año fue llamado por el ejército, participó en la derrota de Caporetto y fue hecho prisionero por los austriacos. Recluido en un campo de concentración húngaro, consiguió fugarse y volvió a pie a Italia. Abandonó el ejército con el grado de teniente y volvió a la casa de Sicilia, alternando el descanso con algunos viajes, siempre en compañía de su madre, que no lo abandonaba nunca, y estudiando literaturas extranjeras.
Durante una temporada en Londres, conoció a la más tarde célebre psicoanalista de origen letón Alexandra Wolff Stomersee (Niza, 1895 – Palermo, 1982) con quien contrajo matrimonio en Riga en 1932. Alexandra, conocida familiarmente como Licy, era de familia noble y se crio en San Petersburgo, donde su padre era un alto funcionario en la corte del zar Nicolás II.
Fueron a vivir con la madre de Giuseppe a Palermo, si bien muy pronto la incompatibilidad de caracteres entre las dos mujeres hizo a Licy regresar a las propiedades familiares en Letonia, desde donde, tras la victoria soviética y confiscados sus bienes, se trasladaría a Roma. En 1934 falleció Giulio Tomasi, tras lo que Giuseppe heredó el título. En 1940 fue de nuevo llamado a las armas, si bien fue rápidamente licenciado por hallarse a cargo de la hacienda agrícola que había heredado. Se refugió entonces con su madre en Capo d'Orlando, donde acudió también Licy huyendo de los peligros de la guerra. Tras la muerte de su madre en 1946, Giuseppe volvió a residir en Palermo con su esposa. En 1953 comenzó a frecuentar un grupo de jóvenes intelectuales al que pertenecía el joven Gioacchino Lanza, con el que entablará una excelente relación que le llevaría a adoptarlo algunos años después.
Lampedusa se alojó con frecuencia en casa de su primo, el poeta Lucio Piccolo de Capo d'Orlando, con el que acudió en 1954 a San Pellegrino Terme, para asistir a un premio literario en el que conoció entre otros a Eugenio Montale y a Maria Bellonci. Se dice que fue a la vuelta de ese viaje cuando comenzó a escribir El gatopardo, que finalizaría dos años después. Al principio la novela no fue tenida en consideración por las editoriales (Einaudi y Mondadori) a las que fue presentada a través de su primo Lucio Piccolo, y estos rechazos, conocidos pocos días antes de su muerte, causaron amargura en Lampedusa. En mayo de 1957 le es diagnosticado un tumor pulmonar. Su novela no fue publicada hasta un año después de su muerte, cuando Elena Croce (hija de Benedetto Croce) la envió a Giorgio Bassani, que la hizo publicar en la editorial Feltrinelli. El año siguiente, 1959, la novela obtuvo el Premio Strega, el más importante de narrativa en Italia. En 1960 llevaba ya más de cincuenta ediciones y era el primer superventas italiano.
Por otra parte, de Giuseppe Tomasi di Lampedusa se conservó también un conjunto de relatos, bajo el título general I racconti. El principal de los cuatro que el volumen reúne, titulado «La sirena» (también conocido como «Lighea» o «El profesor y la sirena»), fue escrito en el invierno de 1956-1957, meses antes de morir; en él su narrativa es extraordinaria, mezclando con gran habilidad, en un cuento dentro de otro cuento, realidad, ficción, mito y cultura.
Falleció mientras dormía en Roma, donde estaba recibiendo tratamiento. Se celebró por él un réquiem y su cuerpo fue depositado en una sencilla tumba de mármol rodeada por una verja de hierro, en el Cementerio de los Capuchinos de Palermo, donde casualmente había hecho reposar también a su «Príncipe Fabrizio di Salina» de El gatopardo y sería inhumada su esposa Alessandra, un cuarto de siglo después.

## Cine
En 1963, el cineasta Luchino Visconti convirtió la novela en la película homónima, protagonizada por Burt Lancaster, que obtuvo gran éxito y diversos premios y, como la novela, es considerada un clásico italiano.

## Obra
- El gatopardo (novela).
- Relatos: La alegría y la ley, La Sirena y Los gatitos ciegos (relatos cortos).
- Recuerdos de infancia (autobiografía).
- Lecciones sobre Stendhal (ensayo).
- Conversaciones literarias (lecciones sobre literatura francesa).